# Toltén (gmina)
Toltén – gmina (hiszp. comuna) w prowincji Cautín w regionie Araukania w Chile. Jej powierzchnia wynosi 860 km². W 2015 roku zamieszkana była przez 11 423 osoby. Siedzibą administracyjną gminy jest miasto Nueva Toltén. Nazwa pochodzi od rzeki Toltén, stanowiącej północną granicę gminy.
Toltén wraz z gminami Teodoro Schmidt, Nueva Imperial, Carahue i Puerto Saavedra tworzy stowarzyszenie gmin Costa Araucania (Asociación de Municipios Costa Araucania).
W Toltén urodziła się w 1927 roku chilijska aktorka Nelly Meruane.